# Wendlandia tombuyukonensis
Wendlandia tombuyukonensis är en måreväxtart som beskrevs av Suzana, J.T.Pereira och Sugau. Wendlandia tombuyukonensis ingår i släktet Wendlandia och familjen måreväxter. Inga underarter finns listade i Catalogue of Life.